# 伊格爾維尤鎮區 (明尼蘇達州貝克縣)
伊格爾維尤鎮區（英語：Eagle View Township）是位於美國明尼蘇達州貝克縣的一個行政鎮區。

## 地方資料
伊格爾維尤鎮區的面積為93.90平方千米，當中陸地面積為81.20平方千米，而水域面積為12.70平方千米。根據2020年美國人口普查的數據，當地共有人口186人，而人口密度為每平方千米1.98人。